# Sally Cockburn
Pour les articles homonymes, voir Cockburn.
Sally Patricia Cockburn (née en 1960) est une mathématicienne canadienne dont les recherches vont de la topologie algébrique et de la théorie des ensembles à la théorie des graphes géométriques (en) et l'optimisation combinatoire. Immigrante canadienne aux États-Unis, elle est professeure de mathématiques au Hamilton College et présidente du département de mathématiques de Hamilton,.  

## Éducation et carrière
Cockburn est originaire d'Ottawa. Elle obtient un bachelor et une maîtrise de l'université Queen's en Ontario, en 1982 et 1984 respectivement et détient également une maîtrise de l'université d'Ottawa. Elle termine son doctorat en topologie algébrique en 1991 de l'université Yale avec une thèse intitulée The Gamma-Filtration on Extra-Special P-Groups, supervisée par Ronnie Lee.  
Elle rejoint la faculté de Hamilton College en 1991 et est promue professeure titulaire en 2014. À Hamilton, elle est également entraîneur pour l'équipe de squash du collège.  

## Prix et distinctions
Cockburn reçoit le prix Allendoerfer 2014 de la Mathematical Association of America avec Joshua Lesperance pour leur article commun, "Deranged socks", sur une variante du problème du comptage des dérangements,.  

## Publications
- avec Joshua Lesperance : « Deranged Socks » ( Mathematics Magazine, Vol. 86, no. 2, avril 2013, p. 97-109.)